# Glomstjärnen
Glomstjärnen är en sjö i Kramfors kommun i Ångermanland och ingår i Nätraån-Ångermanälvens kustområde. Sjön har en area på 0,0669 kvadratkilometer och ligger 20,1 meter över havet.

## Delavrinningsområde
Glomstjärnen ingår i det delavrinningsområde (697612-161690) som SMHI kallar för Utloppet av Norasundet. Medelhöjden är 63 meter över havet och ytan är 23,18 kvadratkilometer. Räknas de 20 avrinningsområdena uppströms in blir den ackumulerade arean 150,21 kvadratkilometer. Avrinningsområdets utflöde Noraån (Grössjöån) mynnar i havet. Avrinningsområdet består mestadels av skog (53 procent), öppen mark (11 procent) och jordbruk (21 procent). Avrinningsområdet har 2,41 kvadratkilometer vattenytor vilket ger det en sjöprocent på 10,4 procent.